# 哈齐高速铁路
哈齐高速铁路又称哈齐客运专线，是中华人民共和国黑龙江省哈尔滨市至同省齐齐哈尔市的一条高速铁路，途径哈尔滨、绥化、大庆、齐齐哈尔四市，线路全长286公里，设计速度250km/h，预留300km/h提速条件，总投资350亿元。新建正线长281.063公里，采用I型板式无砟轨道，其中桥梁长度173.763公里，占正线比例的61.7%。全线于2009年7月5日开工建设，2015年8月17日建成通车。项目的建成对于建设哈大齐工业走廊、促进东北老工业基地振兴、加快黑龙江省内各地市协同发展等方面发挥了重要作用。

## 线路走向

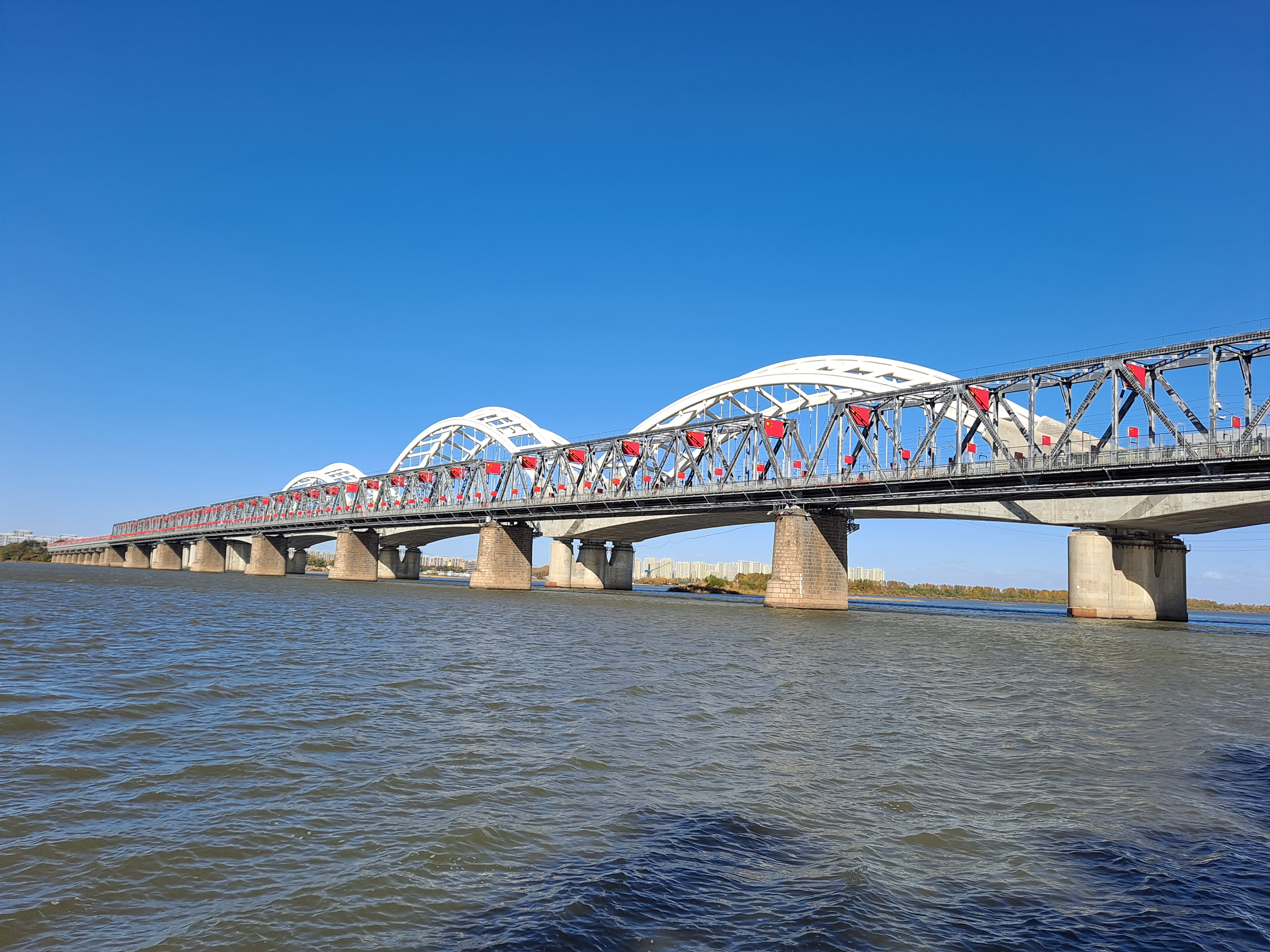
位于松花江上的哈齐高铁松花江铁路特大桥

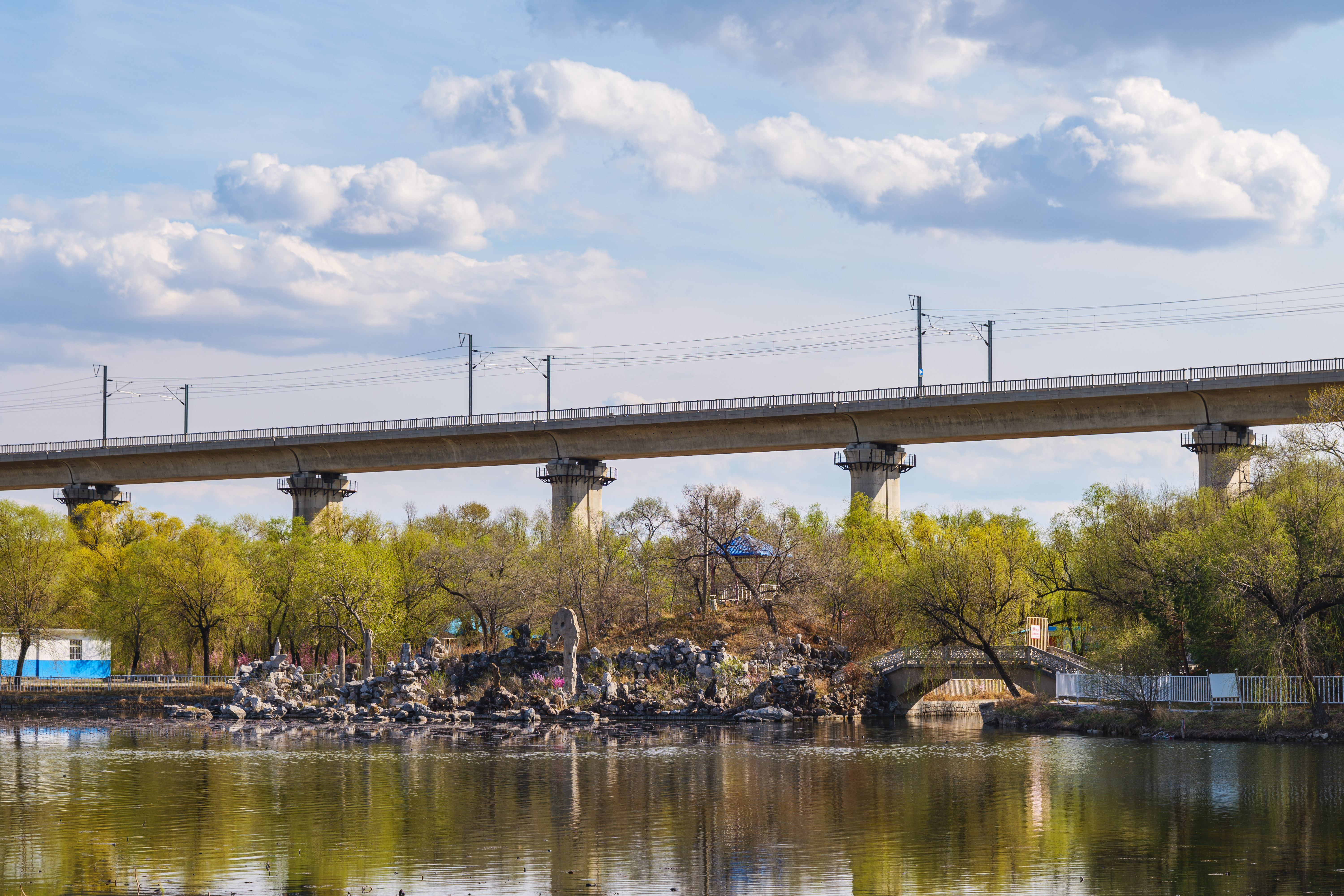
位于大庆儿童公园内的哈齐高铁大庆特大桥

哈齐高速铁路起自黑龙江省哈尔滨市的哈尔滨站，自既有滨洲铁路右侧引出，出站后下钻霁虹桥，沿既有线北侧并行，经哈尔滨松花江铁路特大桥和庙台子特大桥跨越松花江、外绕既有庙台子站后逐渐落地，于松北区境内设哈尔滨北站；出站后在呼兰区境内下钻哈尔滨绕城高速和本线至哈北站综合场的联络线，上跨在建哈伊高速铁路，经万乐特大桥外绕既有万乐站后沿西北向进入绥化肇东市境内，于肇东镇引入既有肇东站；出站后经肇东特大桥外绕车站维修工区后，与既有线并行，依次通过尚家、宋站（二者不设站）后，进入绥化安达市，随后上跨绥满高速公路，下钻绥大高速公路，于安达镇引入既有安达站；出站后继续沿既有线并行，进入大庆市龙凤区，经卧里屯特大桥外绕卧里屯站、跨过龙凤湿地后逐渐落地，于龙凤镇引入既有大庆东站；出站后在车站货场右侧经大庆特大桥上跨大广高速公路、外绕既有大庆站、上跨世纪大道后再次落地，下钻龙岗桥，于让胡路区引入既有大庆西站；出站后下钻庆虹桥，外绕让胡路货运站，经跨化工厂专用线特大桥、北七里特大桥等7座特大桥外绕喇嘛甸、高家等站后第三次落地，于杜尔伯特县杜尔伯特镇引入既有杜尔伯特站；出站后维持原有线位，外绕烟筒屯站后，于齐齐哈尔市昂昂溪区设红旗营东站（越行站）；出站后线路折向北，经齐泰特大桥依次上跨双嫩高速公路和平齐铁路，在三家子机场南侧通过后于大民屯站附近落地，随后与平齐线并行，于龙沙区境内设齐齐哈尔南站；出站后继续并行既有线，至铁锋区齐齐哈尔站止，并与齐北铁路贯通。

## 历史

### 规划阶段
2006年3月7日，铁道部与黑龙江省政府签署《关于加快黑龙江省铁路建设会谈纪要》，确定“十一五”期间将开工建设哈尔滨市至齐齐哈尔市之间的客运专线。次年10月，设计招标、筹资等前期工作启动。
2008年3月，哈齐客运专线铁路项目专家组到大庆市调研。4月，在黑龙江省与铁道部会谈纪要中升级为哈齐客运专线。同年11月，地标勘测与拆迁工作开始。
2009年1月，原环境保护部批准了新建哈尔滨至齐齐哈尔铁路客运专线工程环境影响报告书，2月4日环评获得批复。7月26日，国家发改委批复了哈齐客运专线可行性研究报告。同年8月21日，全线初步设计获铁道部和黑龙江省人民政府共同批复。

### 建设阶段
2009年7月5日，哈齐客运专线和哈尔滨西站一起开工建设，11月30日，项目全线开工。
2010年4月1日，全线第一根孔桩在绥化肇东市境内成功开钻。次年3月，全线进入架梁施工阶段。
2012年5月，哈齐客专松花江铁路特大桥和扎龙自然保护区段工程因违反环评制度，被环境保护部勒令停止建设。而其余标段工程则正常建设。
2014年6月27日，全线控制性工程哈尔滨松花江铁路特大桥顺利合龙，7月1日，全线进入铺轨阶段，同年9月22日完成铺轨任务。10月，全线配套供电工程开始建设。
2015年3月，哈齐客专主体工程全部完成，5月23日，全线开始进行联调联试，7月13日，全线进入按图试运行阶段，同月30日，线路通过初步验收。

### 运营阶段
哈齐客运专线于2015年8月17日开通运营，初期按时速250公里的速度等级开行20对动车组列车，其中包含哈尔滨至齐齐哈尔15对，哈尔滨至大庆3对，以及齐齐哈尔至北京的2对跨线列车（北京局担当D25/26次，哈尔滨局担当D29/30次）。哈齐客运专线本线车辆初期使用CRH5A型动车组，从哈尔滨站至齐齐哈尔南站最快用时85分钟。此外，哈尔滨西站也将承担一部分哈齐动车组的运营。
2015年9月1日，本线齐齐哈尔南至齐齐哈尔段开通运营，齐齐哈尔站开始接发动车组列车。由于本线哈尔滨至哈尔滨北段仍处于建设之中，运营初期动车组列车于哈尔滨段须经既有滨洲铁路行走。
2016年8月17日，哈齐客专线开通运营一周年，累计发送旅客1251万人次，日均发送旅客3.4万人次。
2018年11月21日，哈齐高铁哈尔滨至哈尔滨北段开通运营。2019年起，随着该线路首次开通4对G字头列车，该线路实现与京哈高速铁路的贯通，且开行前往京广高速铁路、沈丹客运专线的列车，正式接入全国高铁网络。
2019年11月30日，沿线车站采用电子客票。
截止2023年1月，哈齐高铁的动车组列车已突破30对，其中有8对G字头高铁动车，最远可到达京广高速铁路上的郑州东站。另外，该线路亦开行经由京沪高速铁路、日兰高速铁路终到菏泽东站的高速列车。同年7月20日，哈尔滨局集团在哈齐高铁开通定制票和计次票服务。
截止2025年7月，该线路再度加开四对列车，列车数目达到49对，其中有12对为G字头列车。新增的列车为前往北京朝阳的标杆G字头列车，均使用CR400BF型高寒智能动车组，以及前往济南东的高速列车。

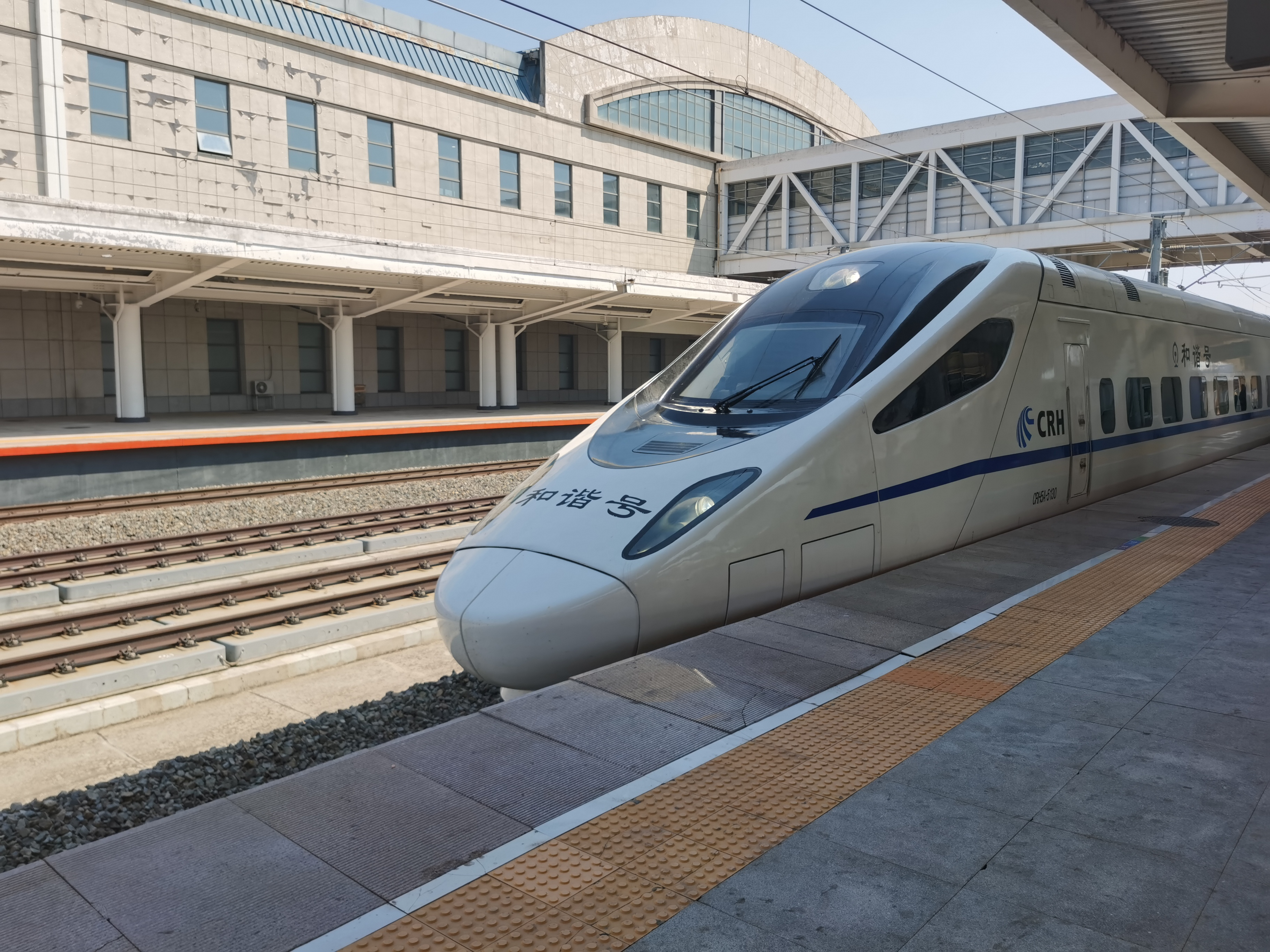
配属哈尔滨局的CRH5A-5130担当的D6921次列车于哈尔滨北站
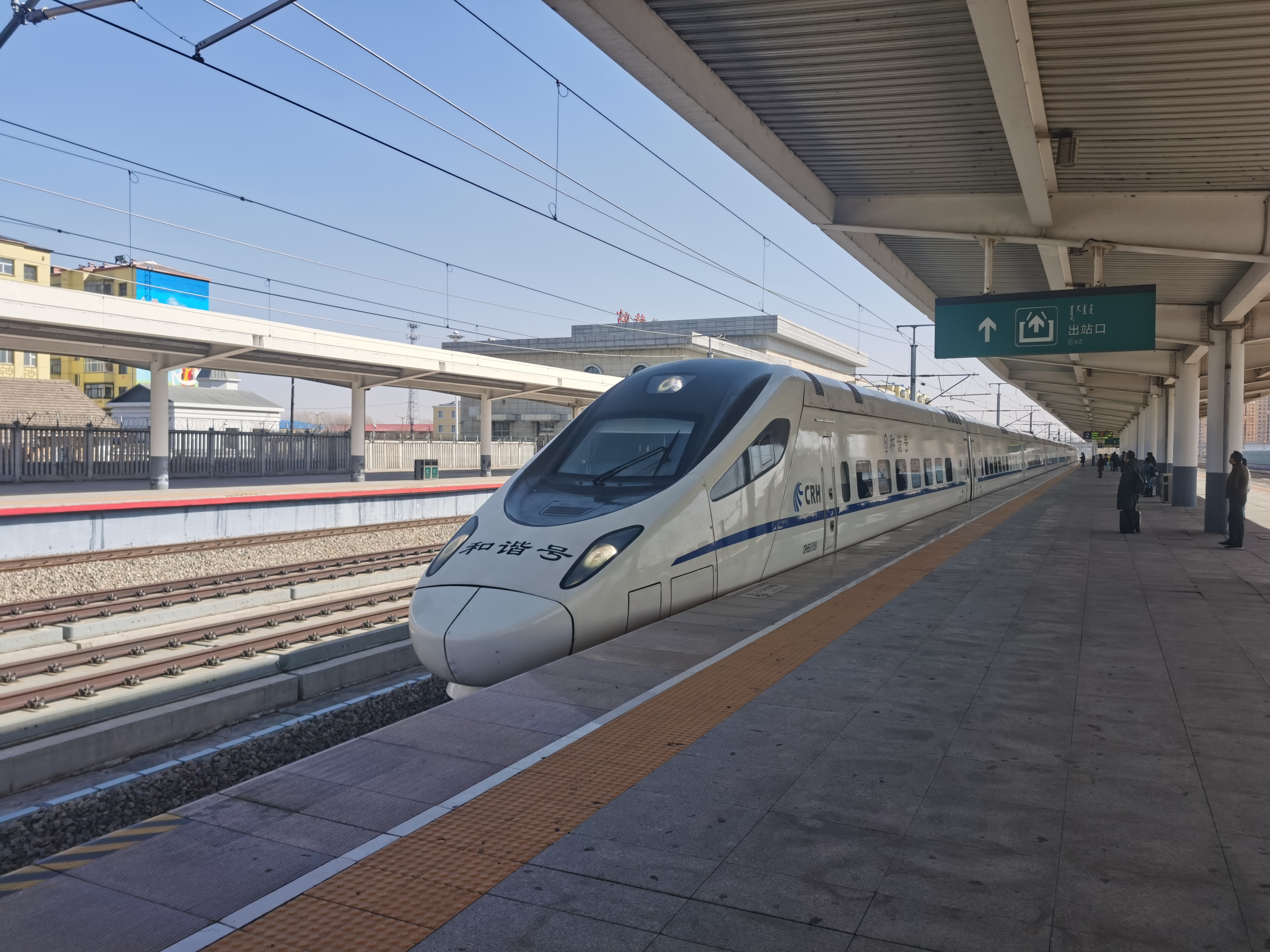
配属哈尔滨局的CRH5G-5159担当的D7961次列车于杜尔伯特站
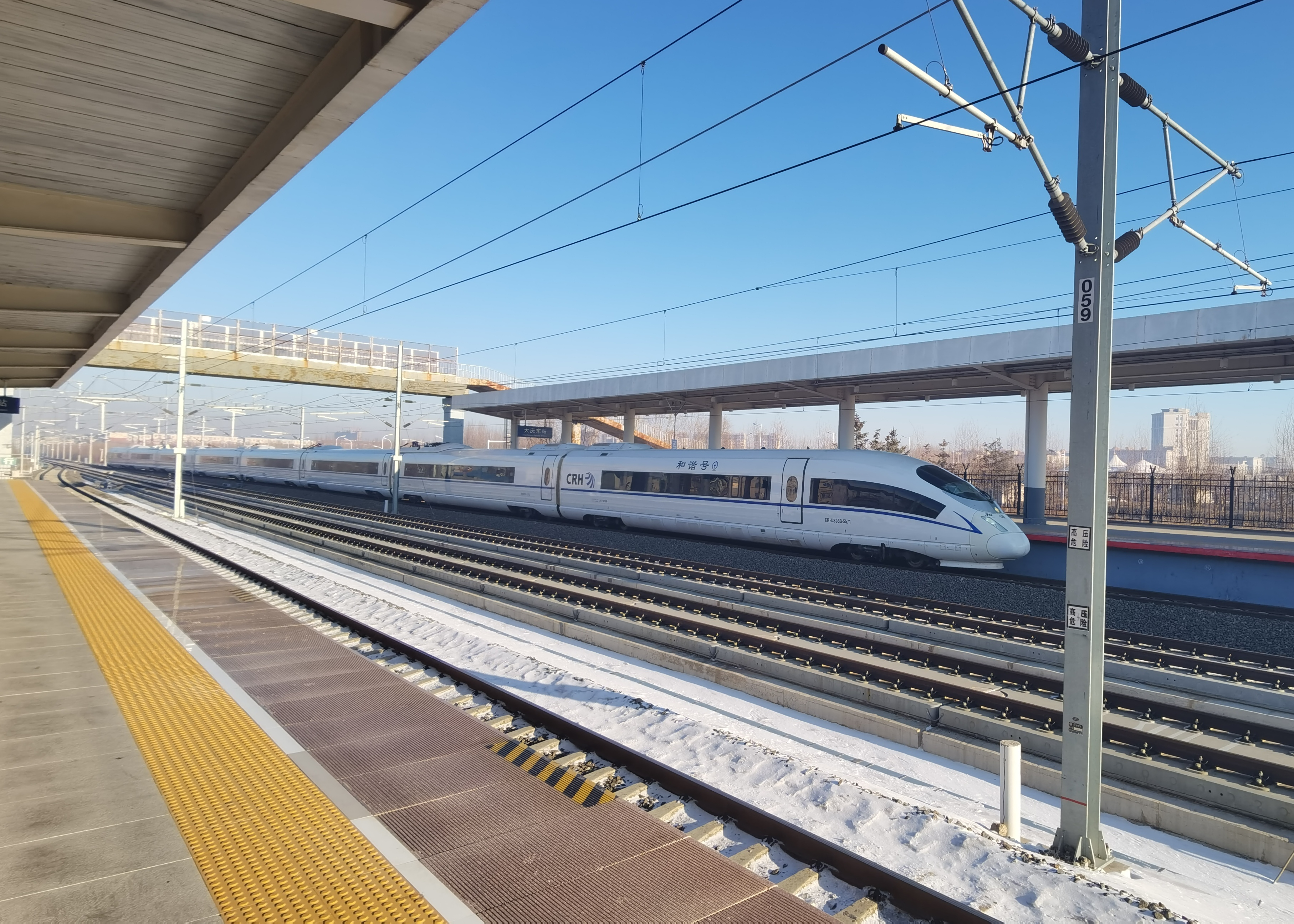
配属哈尔滨局的CRH380BG-5571担当的原G766次列车于大庆东站，目前已停运
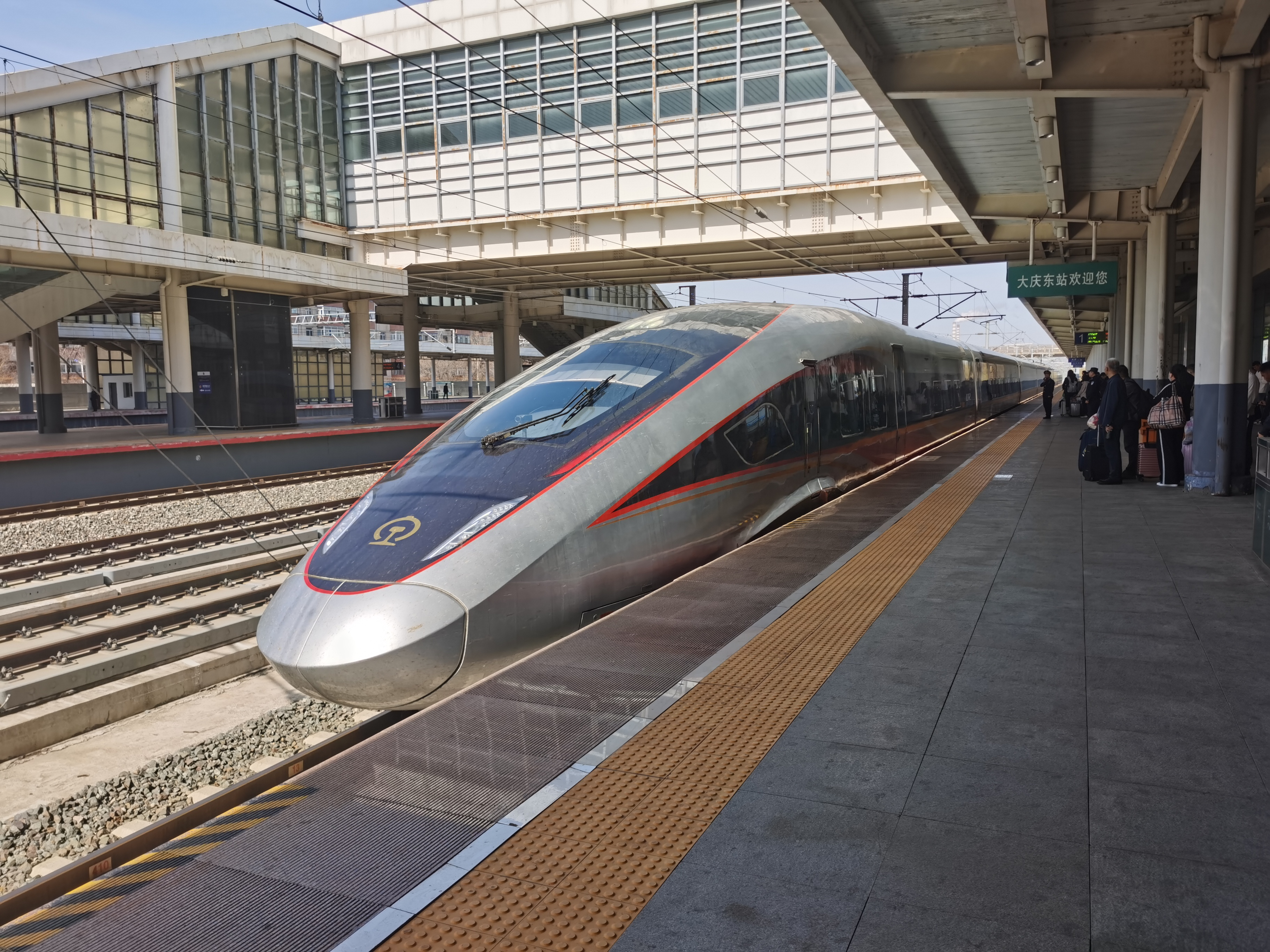
配属哈尔滨局的复兴号CR400BF-GZ-5257担当的原G934次列车于大庆东站，现车次为G3506次
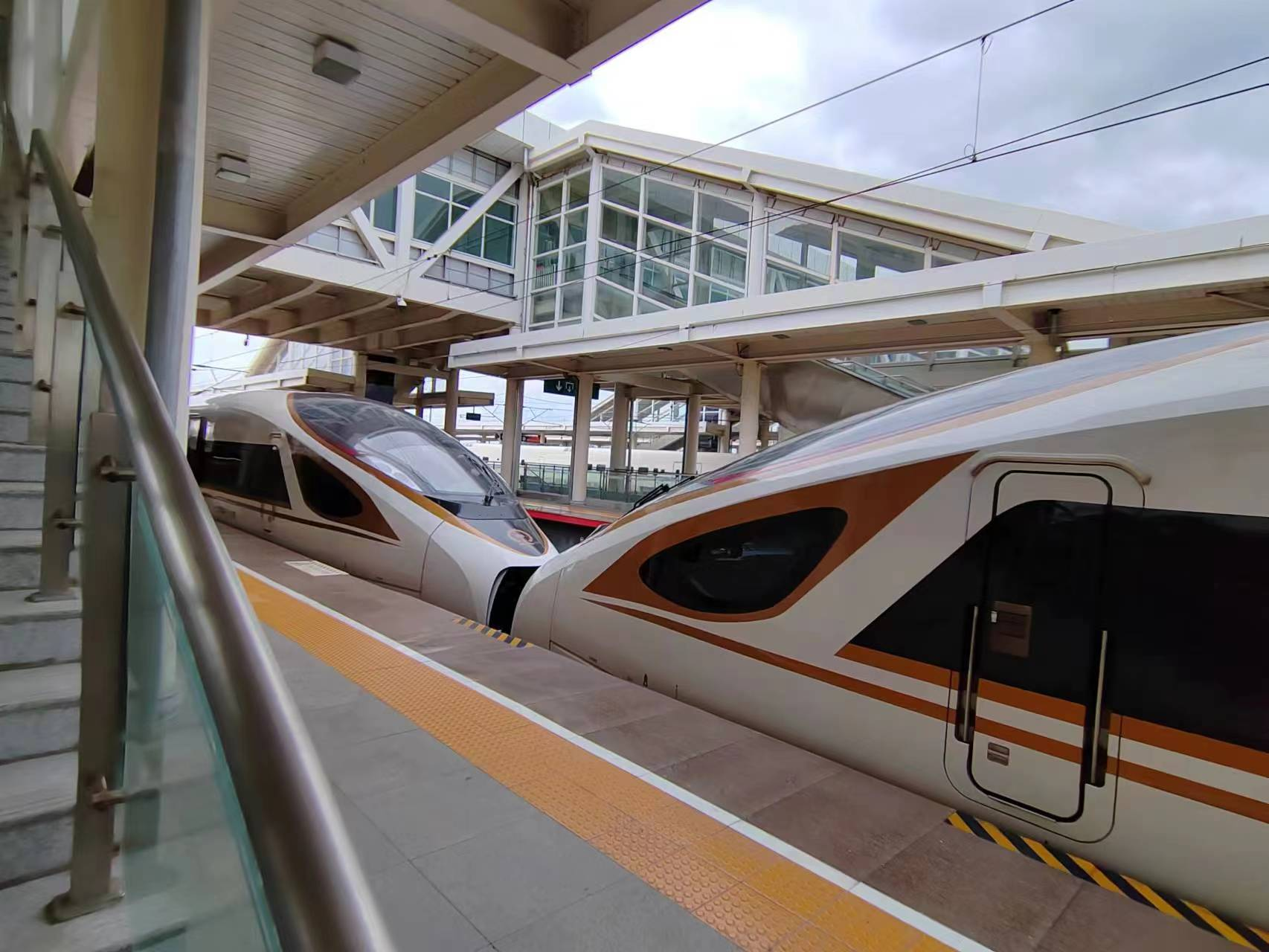
配属北京局的CR400BF-G-3108/3115担当的原G901次列车于齐齐哈尔南站，该车次已改为G903次且使用CR400BF-GS运行

## 车站
全线设哈尔滨站、哈尔滨北站、肇东站、安达站、大庆东站、大庆西站、杜尔伯特站、红旗营东站、齐齐哈尔南站、齐齐哈尔站10座车站，其中哈尔滨北站、红旗营东站、齐齐哈尔南站为新建车站（红旗营东站现阶段为越行站），其余车站为改扩建车站。此外本线还设有裕民线路所，随哈伊高速铁路项目而开工建设。
| 哈齐高速铁路 |                      |              |                           |                                                                                      |                      |         |          |
| 所在地区     | 所在地区             | 车站         | 哈尔滨站起计里程 （公里） | 连接铁路                                                                             | 城市轨道交通转乘路线 | 规模    | 车站等级 |
| 哈尔滨市     | 道里区               | 哈尔滨站     | 0                         | 京哈铁路 滨洲铁路 滨绥铁路 哈佳铁路 京哈高速铁路 哈牡客运专线 哈伊高速铁路（建设中） | 哈尔滨地铁2号线      | 8台16线 | 特等站   |
| 哈尔滨市     | 呼兰区               | 哈尔滨北站   | 13                        | 滨洲铁路 哈伊高速铁路（建设中）                                                      | 哈尔滨地铁2号线      | 4台10线 | 一等站   |
| 绥化市       | 肇东市               | 肇东站       | 62                        | 滨洲铁路                                                                             |                      | 3台8线  | 二等站   |
| 绥化市       | 安达市               | 安达站       | 127                       | 滨洲铁路                                                                             |                      | 3台8线  | 二等站   |
| 大庆市       | 龙凤区               | 大庆东站     | 148                       | 滨洲铁路                                                                             |                      | 3台8线  | 一等站   |
| 大庆市       | 让胡路区             | 大庆西站     | 170                       | 滨洲铁路 通让铁路                                                                    |                      | 5台13线 | 一等站   |
| 大庆市       | 杜尔伯特蒙古族自治县 | 杜尔伯特站   | 212                       | 滨洲铁路                                                                             |                      | 3台8线  | 二等站   |
| 齐齐哈尔市   | 昂昂溪区             | 红旗营东站   | 254                       |                                                                                      |                      | 1台4线  | 未定等   |
| 齐齐哈尔市   | 龙沙区               | 齐齐哈尔南站 | 279                       | 平齐铁路（外绕）                                                                     |                      | 5台11线 | 一等站   |
| 齐齐哈尔市   | 铁锋区               | 齐齐哈尔站   | 286                       | 平齐铁路 齐北铁路                                                                    |                      | 4台9线  | 特等站   |

## 争议
由于工程设计方案恐将拆除或改建近百年历史的霁虹桥，引起了哈尔滨文物保护专家和市民的关注，部分市民和专家建议修改设计方案，保护相关文物建筑。此外该工程原设计方案计划拆除并重建百年历史的滨洲铁路桥，经过文物保护工作者和志愿者的共同努力，建设方最终更改原设计方案，保留大桥，并新建一座铁路桥供哈齐高速铁路使用。